# Decreto (ordinamento processuale italiano)
Un decreto, nell'ordinamento giuridico italiano, è una delle forme in cui si può presentare un provvedimento giurisdizionale.

## Caratteristiche
A differenza della sentenza e dell'ordinanza il decreto non presuppone il contraddittorio con la parte avversa, e viene emesso quindi inaudita altera parte, sia perché può determinare un fatto processuale che necessariamente non presuppone ancora la conoscenza della lite da parte del convenuto (es. decreto di fissazione dell'udienza di discussione a seguito della presentazione di un atto introduttivo), sia perché può risolvere una questione che, a causa della sua urgenza, non consente la previa instaurazione del contraddittorio con la parte avversa (es. decreto di sospensione dell'efficacia di un atto avverso il quale è presentato ricorso).

## Funzioni
Nei casi più ricorrenti il decreto ha funzione ordinatoria, il cui scopo è risolvere questioni tra le parti durante un processo ove non ci sia bisogno di contraddittorio (tranne qualche rara eccezione). Non ha bisogno di essere motivato (anche qui sono contemplate delle eccezioni: ad esempio, decreto con cui si abbreviano i termini di comparizione oppure di rigetto di opposizione avverso a decreto ingiuntivo) e può essere pronunciato d'ufficio o su istanza di parte, orale o scritta (ricorso in calce al quale è, se accolta dal giudice, scritto il decreto), presentata in udienza o fuori da essa.
Con decreto il giudice per le indagini preliminari dispone l'archiviazione su richiesta del Pubblico Ministero, nel caso la parte offesa non abbia presentato opposizione.